# Adriano De Pierro
Adriano De Pierro (Echandens, 11 gennaio 1991) è un calciatore svizzero, difensore dello Stade Nyonnais.